# Queso de leche agria

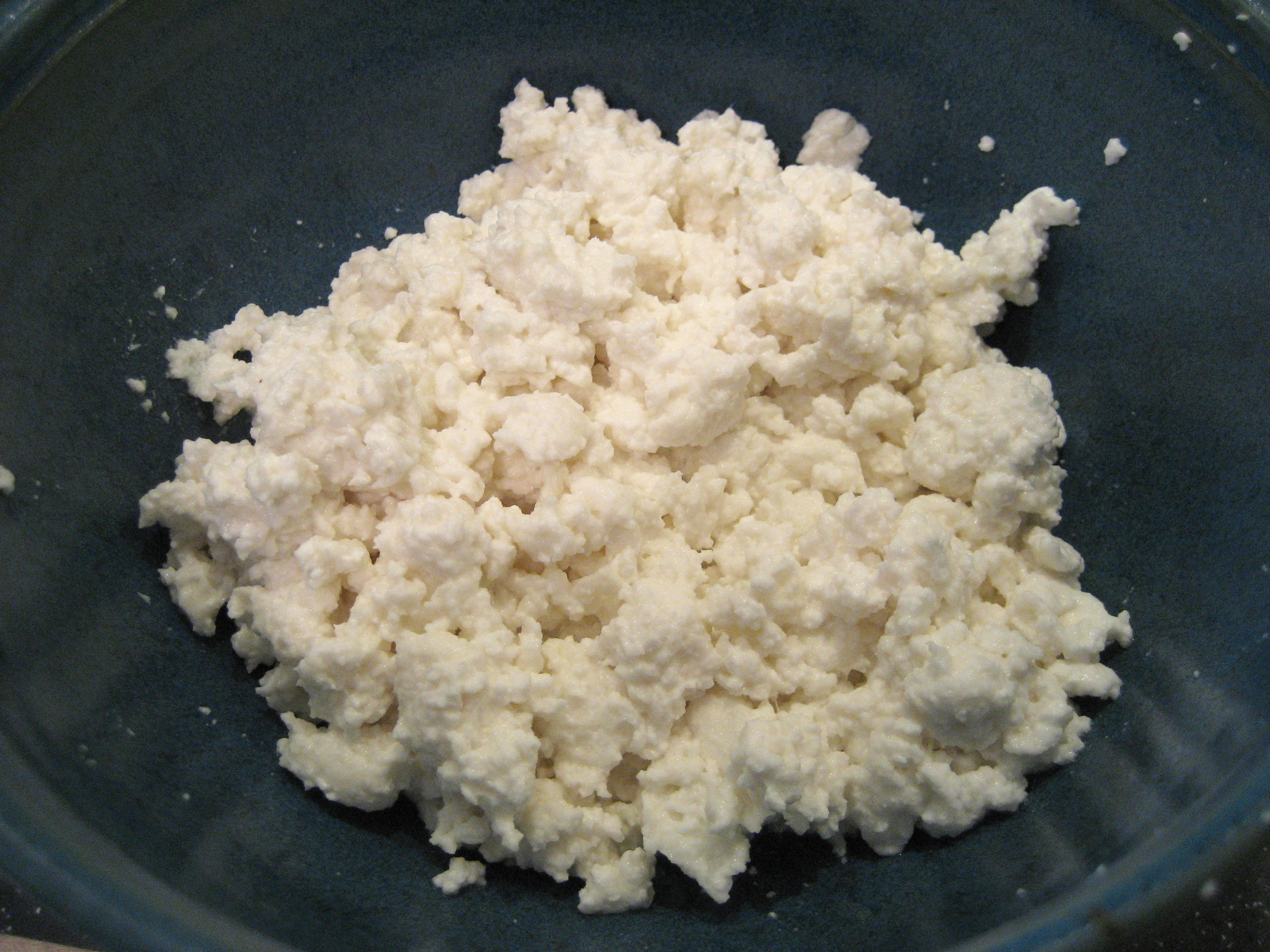
Requesón casero hecho con leche y vinagre.

El queso de leche agria o el queso ácido es un queso que ha sido cuajado (coagulado) por la acidificación natural o por la adición de bacterias de ácido láctico. La leche coagula en pequeños gránulos grasos, proceso conocido coloquialmente como que la leche "se corta".  Este tipo de queso se considera "tecnológicamente simple" de producir. Cuando se prepara queso blando ácido, el coágulo resulta de la producción de ácido láctico por parte de los microorganismos iniciadores.
Los quesos pueden clasificarse según varias características, incluyendo maduración, técnicas de procesamiento especiales (como el cheddar) o el método de coagulación. La acidificación es un método de coagulación que representa alrededor del 25% de la producción. Estos son generalmente quesos frescos como el cottage, el queso fresco, el quark y el queso crema. El otro 75 %, que incluye casi todos los quesos maduros, son quesos de cuajo. Algunos quesos como el requesón y el ziger se elaboran calentando primero la leche entre 90 y 92 grados Celsius para provocar la precipitación de la caseína y la proteína de suero antes de la adición de ácido láctico o cítrico.

## Producción
El requesón tradicional se puede preparar sin enzimas coagulantes, aunque las técnicas modernas de procesamiento a menudo hacen uso de dichas enzimas para aumentar el rendimiento y reducir los tiempos de procesamiento. Estos métodos producen un queso de sabor más suave y dulce que el método tradicional. El cuajo también se utiliza a veces en el procesamiento de otros quesos frescos y blandos como el fromage blanc (queso fresco) francés, pero no es un ingrediente esencial y estos quesos se pueden producir por métodos tradicionales sin cuajo u otras enzimas.
La ricotta es un queso de alta humedad, como el requesón, pero no es un requesón prensado. Puede estar hecho de suero o una mezcla de leche y suero. Tradicionalmente, la ricotta se producía a partir del subproducto de suero de la producción de mozzarella y provolone, pero las técnicas modernas suelen utilizar leche entera (a veces sin suero). La leche se puede mezclar con el suero para mejorar la cohesión de la cuajada, neutralizar el ácido en el suero y aumentar la producción. Esta mezcla de leche y suero se calienta antes de agregar suficiente ácido de grado alimenticio para bajar el pH al nivel necesario (esto podría ser algún tipo de ácido láctico, cítrico o acético). Cualquiera que sea el tipo de ácido que utilice el quesero, es importante mantener los niveles correctos de PH para la dulzura del sabor del queso. Algunos métodos de quesos producidos en masa usan sosa cáustica de grado alimenticio para neutralizar el ácido del suero, antes de calentar la mezcla y agregar el ácido coagulante.

## Variedades regionales

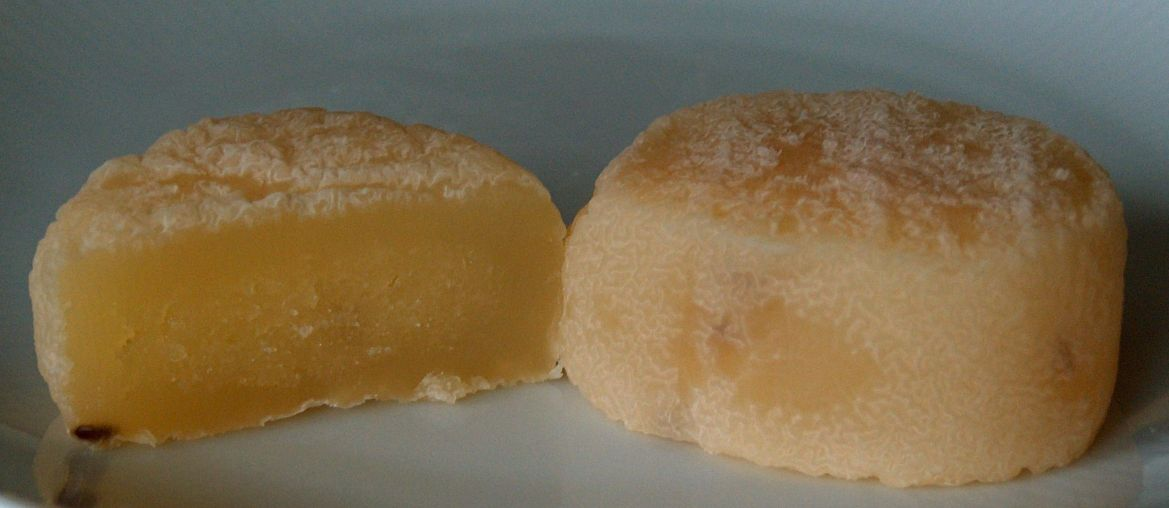
Queso Harzer madurado

En Alemania, el término Sauermilchkäse se aplica generalmente a los quesos curados mediante acidificación únicamente, pero no a los quesos frescos. Los diversos tipos de queso de leche agria madura incluyen: 
- Handkäse
- Harzer Käse
- Queso de Olomouc (Olomoucké syrečky)
- Tiroler Graukäse